# Pelourinho de Azaruja
O Pelourinho de Azaruja localiza-se na freguesia de São Bento do Mato, município de Évora, distrito do mesmo nome, Portugal.
Pelourinho do século XVIII, símbolo senhorial dos extintos coutos das Bruceiras, terras isentas de justiça real e patrimoniais dos fidalgos Lobo Saldanha e depois dos Conde das Galveias.
Está classificado como Imóvel de Interesse Público desde 1933.